# 光州マンション外壁崩落事故
光州マンション外壁崩落事故（クワンジュマンションがいへきほうらくじこ）は、2022年1月11日に大韓民国光州広域市西区のマンション建設現場で発生した崩落事故。

## 概要
2022年1月11日、光州広域市西区光川洞で建設中だったアイパークマンション（39階建て）の工事現場で、
23階から38階部分の外壁とスラブ（床）が連続的に崩落する事故が発生、現場作業員6人が行方不明になった。事故当初1人の死亡は確認できたが、マンションの外壁は断続的に崩壊が続き、捜索は困難を極めた。事故29日目にして最後の1人の遺体が回収された。これにより6人の行方不明者全員の死亡が確認された。
工事を施工していた現代産業開発は、前年にも近隣の再開発区域で死傷者を出す崩壊事故を起こしていたことが判明。2022年1月17日、現代グループの鄭夢奎が現代産業開発の会長職を退くことを発表した。

## 原因
事故後、建設労組光州全南本部が作業日報を公開。この日報により35階－38階の床コンクリートの養生期間が冬場にもかかわらず6－10日ほどであったことが判明した。これは本来必要とされる養生日数の半分ほどであり、十分なコンクリート強度が出ないうちにさらに上層のコンクリートを打設していたことを示唆するものであった。
2022年3月14日、国土交通部現代産業開発マンション崩壊事故建設事故調査委員会は調査結果を発表。事故の原因について工事の任意変更、コンクリート施工品質管理不良、施工管理・監理機能が総体的に不十分であり、人災であったことを発表した。